# Заряженный ток
Заряженный ток — механизм слабого взаимодействия лептонов и кварков, опосредованный обменом виртуальными W+- и W−-бозонами. Своим названием это взаимодействие обязано тому, что оно свойственно частицам, имеющим электрический заряд, в отличие от нейтрального тока, который возможен также и для нейтральных частиц.
Математическая модель заряженного тока имеет вид суммы слагаемых вида: {\displaystyle {\bar {a}}O_{\alpha }b}, где {\displaystyle {\bar {a}}} — оператор рождения частицы {\displaystyle a}, {\displaystyle b} — оператор уничтожения частицы {\displaystyle b}, {\displaystyle O_{\alpha }=\gamma _{\alpha }(1+\gamma _{5})}, {\displaystyle \gamma _{\alpha }} — четыре матрицы Дирака, {\displaystyle \alpha =0,1,2,3}, {\displaystyle \gamma _{5}=i\gamma _{0}\gamma _{1}\gamma _{2}\gamma _{3}}.
Полный заряженный ток является суммой лептонного {\displaystyle {\bar {\nu _{e}}}O_{\alpha }e+{\bar {\nu _{\mu }}}O_{\alpha }\mu +{\bar {\nu _{\tau }}}O_{\alpha }\tau } и кваркового {\displaystyle {\bar {u}}O_{\alpha }d'+{\bar {c}}O_{\alpha }s'+{\bar {t}}O_{\alpha }b'} токов. Здесь {\displaystyle d',s',b'} — линейные комбинации кварков {\displaystyle d,s,b}, определяемые матрицей Кобаяши — Маскавы.